# Свейн Оддвар Муен
Свейн Оддвар Муен (норв. Svein Oddvar Moen; нар. 22 січня 1979, Гаугесун, Норвегія)  — норвезький футбольний арбітр. 

## Кар'єра
Муен почав суддівську кар'єру в 1996 році. Почав судити гри вищого дивізіону Норвегії у віці 25 років. Перший матч Тіппеліги, на який він був призначений головним арбітром, пройшов 25 квітня 2004: зустріч «Согндал» - «Буде-Глімт» завершилася з рахунком 1:2, Муен показав три жовті та одну червону картки. З 2005 року обслуговує міжнародні матчі.
У 2008 році Муен судив три гри юнацького чемпіонату Європи в Чехії, включаючи півфінал між Італією та Угорщиною. У Кубку УЄФА 2008/09 норвезький суддя судив матч 1/16 фіналу ПСЖ - «Вольфсбург». У вересні 2010 року він вперше працював на зустрічі в рамках Ліги чемпіонів УЄФА («Валенсія» - «Бурсаспор»). У 2011 році Муен був включений в елітну категорію суддів УЄФА. Влітку 2011 року арбітр з Норвегії працював на чемпіонаті світу серед юнацьких команд віком до 17 років, де судив фінал Уругвай - Мексика.
У квітні 2012 року ФІФА включила Муена в список номінантів на участь у Чемпіонаті світу 2014. Крім того, він був призначений одним із суддів на олімпійський футбольний турнір в Лондоні.
У 2012 Муен обслуговував чвертьфінальний матч Ліги чемпіонів УЄФА між Баварією та Олімпіком. 3 квітня 2013 обслуговав перший матч чвертьфіналу Ліга чемпіонів 2012—2013 між Реалом та Галатасараєм на Сантьяго Бернабеу. 
8 червня 2013, Свейн Оддвар обслуговував відбірковий матч чемпіонату світу між збірними Чехії та Італії.
Також Муен обслуговав матчі кваліфікаційного раунду чемпіонату Європи 2016, зокрема матч 7 червня 2014 року між збірними Німеччини та Шотландії у групі D.
1 березня 2016 увійшов до складу суддівської бригади для обслуговування матчів чемпіонату Європи з футболу 2016.
З осені 2016 обслуговує відбіркові матчі чемпіонату світу 2018.